# 大潟干潟
大潟干潟（おおがたひがた）は、徳島県阿南市大潟町にある第1種漁港に形成された干潟である。阿波の松島として有名な橘湾にあり、鵜渡島及び長島に囲まれている。

## 概要
大潟漁港では、1980年代末から、漁港整備工事が行われているが、工事によって投入された浚渫土などによって干潟が形成され、環境省のレッドリストで絶滅危惧II類に指定されているシオマネキの生息が観測され、2004年の調査では、千数百の個体が確認された。
これをうけて、徳島県が干潟保護のシンポジウムを開催したりするなど、保護活動が行われるようになった。阿南市と阿南工業高等専門学校は、産官学連携の一環として、シオマネキの保護のための専門部会を設置し、「大潟漁港干潟埋立工事現場における絶滅危惧種への対応検討と公共事業モデルの発信」を研究題目としたワーキンググループで、絶滅危惧種の保全と公共工事（漁港工事）との両立について検討を行っている。